# Chris Veres
Christopher „Chris“ Veres (* 1994) ist ein deutsch-amerikanischer Schauspieler.

## Leben
Chris Veres ist der älteste Sohn der Film- und Fernsehschauspielerin Ursula Karven und des US-amerikanischen Filmproduzenten James Veres. 2001 ertrank sein jüngerer Bruder Daniel während einer Kindergeburtstagsparty im Schwimmbecken des US-Musikers Tommy Lee in Santa Monica. Veres wuchs in Malibu und auf Mallorca auf.
Veres besuchte zunächst von 2012 bis 2013 ein Schauspielseminar für junge Talente, später dann in Deutschland und den Vereinigten Staaten Workshops und Coachings bei Joosten Mindrup, Teresa Harder (Coachingteam Frank Betzelt) und Ivana Chubbuck.
Sein Fernsehdebüt gab Veres in dem zweiteiligen ZDF-Fernsehfilm Tod eines Mädchens (2015) als zeitweise tatverdächtiger Sohn der Polizeikommissarin Hella Christensen an der Seite von Barbara Auer und Heino Ferch. In der Fernsehserie Deutschland 86, die ab Oktober 2018 bei Prime Video veröffentlicht wurde, spielte Veres eine durchgehende Serienrolle, den in West-Berlin lebenden schwulen, aber ungeouteten US-G.I. Tim Avery. Außerdem gehörte er als Schüler Alexander Hardenberg zur wiederkehrenden Besetzung der Webserie Druck (2018/2019). In der 5. Staffel der TV-Serie In aller Freundschaft – Die jungen Ärzte (August 2019) übernahm Veres eine Episodenhauptrolle als junger Mann, der seinen Verlobungsring verschluckt hat.
Veres arbeitet auch als Model. 2015 zog er nach Berlin, wo er in einer Wohngemeinschaft mit jungen Künstlern lebte. Veres, der die deutsche und die US-Staatsbürgerschaft besitzt, pendelt regelmäßig zwischen Berlin und den Vereinigten Staaten.

## Filmografie (Auswahl)
- 2015: Tod eines Mädchens (Fernsehfilm)
- 2018: Deutschland 86 (Fernsehserie, Serienrolle)
- 2018: Die Spezialisten – Im Namen der Opfer: Klettermaxe (Fernsehserie, Episodennebenrolle)
- 2018–2019: Druck (Webserie, Serienrolle)
- 2019: In aller Freundschaft – Die jungen Ärzte: Unter Strom (Fernsehserie, Episodenhauptrolle)
- 2021: In Dreams